# 蒋旭光
蒋旭光（1960年10月—），男，汉族，河南永城人，中华人民共和国政治人物。天津大学管理科学与工程专业管理学在职研究生学历，博士学位，研究员。

## 生平
1982年毕业于武汉大学哲学系，后进入黄河水利委员会政治部宣传处工作。2010年7月任国务院南水北调工程建设委员会办公室副主任、党组成员。2018年3月任中华人民共和国水利部副部长。
2020年10月，任新成立的央企中国南水北调集团董事长。